# Pseudojana
Pseudojana is een geslacht van vlinders van de familie Eupterotidae.

## Soorten
- P. clemensi Schultze, 1910
- P. incandescens Walker, 1855
- P. pallidipennis Hampson, 1895
- P. perspicuifascia Rothschild, 1917
- P. roepkei Nieuwenhuis., 1948
- P. vitalisi Candèze, 1927